# Rimae Bürg

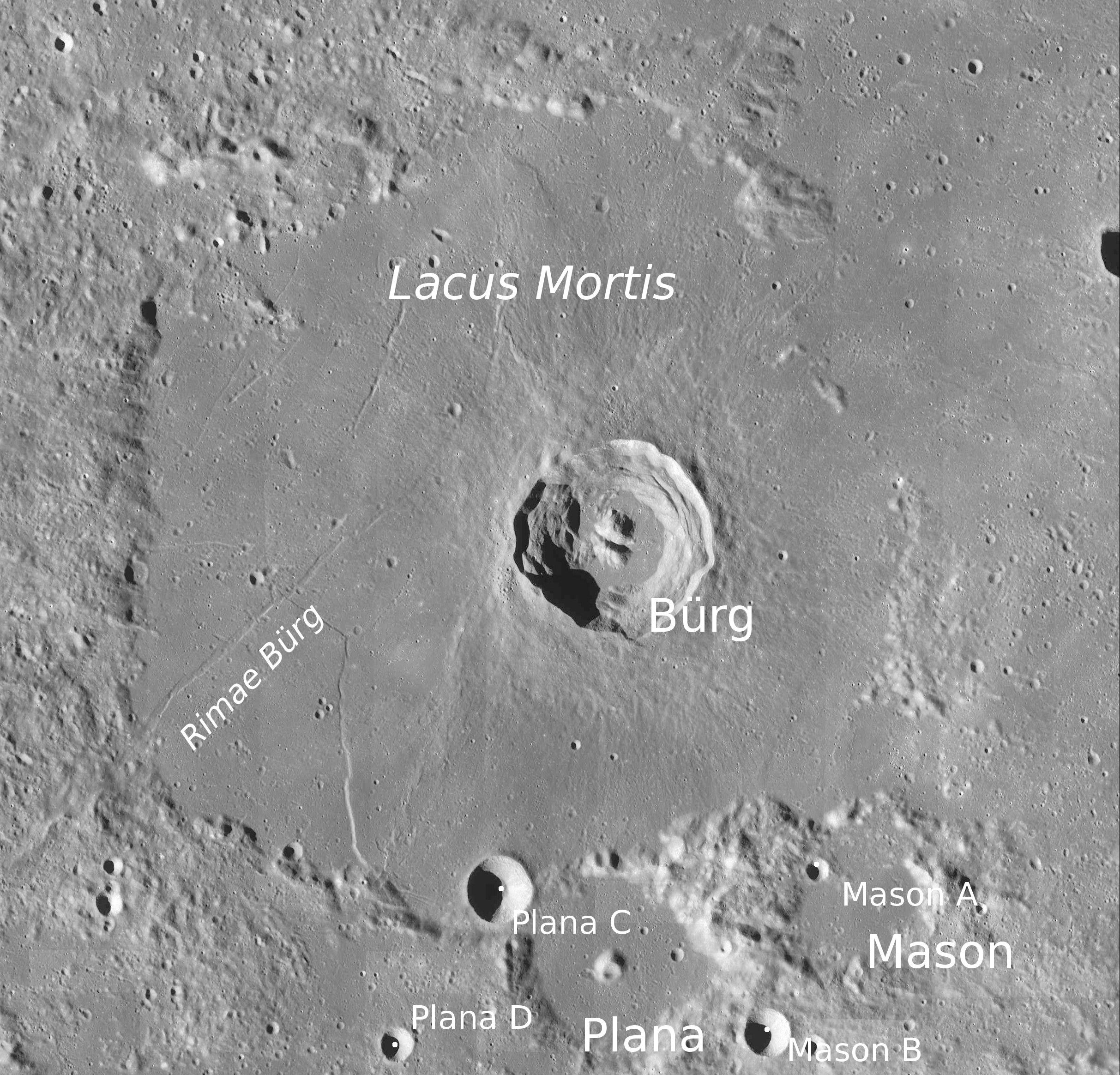
Kráter Bürg se soustavou brázd v levé části snímku.

Rimae Bürg je soustava měsíčních brázd nacházející se v západní části měsíčního moře Lacus Mortis (Jezero smrti) západně od kráteru Bürg (podle něhož získala své jméno) na přivrácené straně Měsíce. Střední selenografické souřadnice jsou 44,7° S, 25,3° V, celková délka je přibližně 100 km.